# Sipanje
Sipanje (cyr. Сипање) – wieś w Czarnogórze, w gminie Bijelo Polje. W 2011 roku liczyła 127 mieszkańców.